# Watermelon Sugar
Watermelon Sugar è un singolo del cantante britannico Harry Styles, pubblicato il 17 novembre 2019 come secondo estratto dal secondo album in studio Fine Line.
È stato candidato per il Grammy Award alla miglior interpretazione pop solista alla cerimonia del 2021.

## Descrizione
Seconda traccia del disco, Watermelon Sugar, appartiene all'indie pop e al rock.

## Promozione
Il cantante ha presentato la canzone per la prima volta dal vivo il 16 novembre 2019 al Saturday Night Live. Ha poi aperto la cerimonia dei Grammy Award del 14 marzo 2021, eseguendo il brano.

## Video musicale
Il video musicale, diretto da Bradley & Pablo e girato a Malibù in California il 30 gennaio 2020, è stato reso disponibile il 18 maggio successivo.

## Tracce
Testi e musiche di Harry Styles, Thomas Hull, Mitch Rowland e Tyler Johnson.
1. Watermelon Sugar – 2:53

## Formazione
Musicisti
- Harry Styles – voce, cori
- Sarah Jones – cori
- Thomas Hull – cori
- Tyler Johnson – cori, tastiera
- Mitch Rowland – batteria, slide guitar, chitarra elettrica
- Pino Palladino – basso elettrico
- Kid Harpoon – chitarra elettrica, pianoforte
- Dave Chegwidden – percussioni
- Ivan Jackson – corno

Produzione
- Kid Harpoon – produzione
- Tyler Johnson – produzione
- Nick Lobel – ingegneria del suono
- Sammy Witte – ingegneria del suono
- Mark Rankin – ingegneria del suono
- Randy Merrill – mastering
- Spike Stent – missaggio
- Michael Freeman – assistenza al missaggio
- Matt Tuggle – assistenza all'ingegneria del suono
- Oli Jacobs – assistenza all'ingegneria del suono
- Oliver Middleton – assistenza all'ingegneria del suono
- Dan Ewins – assistenza all'ingegneria del suono

## Successo commerciale
In Italia il brano è stato il 28º più trasmesso dalle radio nel 2020.

## Classifiche

### Classifiche settimanali
| Classifica (2019-23)  | Posizione massima |
| --------------------- | ----------------- |
| Argentina             | 26                |
| Australia             | 5                 |
| Austria               | 5                 |
| Belgio (Fiandre)      | 2                 |
| Belgio (Vallonia)     | 2                 |
| Canada                | 3                 |
| Corea del Sud         | 101               |
| Croazia               | 3                 |
| Danimarca             | 10                |
| Estonia               | 8                 |
| Finlandia             | 17                |
| Francia               | 31                |
| Germania              | 15                |
| Grecia                | 6                 |
| India                 | 12                |
| Irlanda               | 2                 |
| Islanda               | 3                 |
| Italia                | 21                |
| Lettonia              | 16                |
| Libano                | 7                 |
| Lituania              | 1                 |
| Malaysia              | 9                 |
| Norvegia              | 5                 |
| Nuova Zelanda         | 4                 |
| Paesi Bassi           | 4                 |
| Panama                | 78                |
| Paraguay              | 159               |
| Perù                  | 64                |
| Polonia               | 11                |
| Portogallo            | 1                 |
| Regno Unito           | 4                 |
| Repubblica Ceca       | 4                 |
| Repubblica Dominicana | 31                |
| Romania               | 40                |
| Singapore             | 12                |
| Slovacchia            | 7                 |
| Slovenia              | 1                 |
| Spagna                | 41                |
| Stati Uniti           | 1                 |
| Sudafrica             | 23                |
| Svezia                | 9                 |
| Svizzera              | 3                 |
| Ungheria              | 6                 |

### Classifiche di fine anno
| Classifica (2020) | Posizione |
| ----------------- | --------- |
| Australia         | 6         |
| Austria           | 14        |
| Belgio (Fiandre)  | 10        |
| Belgio (Vallonia) | 18        |
| Canada            | 16        |
| Corea del Sud     | 187       |
| Croazia           | 36        |
| Danimarca         | 24        |
| Francia           | 76        |
| Germania          | 43        |
| Irlanda           | 9         |
| Islanda           | 11        |
| Italia            | 44        |
| Norvegia          | 20        |
| Nuova Zelanda     | 10        |
| Paesi Bassi       | 16        |
| Polonia           | 93        |
| Portogallo        | 13        |
| Regno Unito       | 10        |
| Slovenia          | 12        |
| Stati Uniti       | 20        |
| Svezia            | 18        |
| Svizzera          | 17        |
| Ungheria          | 14        |
| Classifica (2021) | Posizione |
| Australia         | 31        |
| Austria           | 67        |
| Belgio (Fiandre)  | 61        |
| Brasile           | 74        |
| Canada            | 79        |
| Croazia           | 27        |
| Danimarca         | 69        |
| Francia           | 87        |
| Islanda           | 72        |
| Nuova Zelanda     | 40        |
| Portogallo        | 28        |
| Regno Unito       | 43        |
| Svizzera          | 48        |
| Classifica (2022) | Posizione |
| Australia         | 44        |
| Brasile           | 158       |
| Danimarca         | 98        |
| Lituania          | 69        |
| Regno Unito       | 71        |
| Classifica (2023) | Posizione |
| Australia         | 76        |
| Islanda           | 94        |
| Portogallo        | 120       |